# Eudonia triacma
Eudonia triacma là một loài bướm đêm thuộc họ Crambidae. Nó là loài đặc hữu của Kauai.